# José Antonio Herbera
José Antonio Herbera Rúa (Binaced, Huesca, España, 22 de julio de 1957) es un exfutbolista español que se desempeñaba como delantero.

## Clubes
| Club                | País   | Año       |
| ------------------- | ------ | --------- |
| F. C. Barcelona "B" | España | 1975-1977 |
| Real Oviedo         | España | 1979-1981 |
| Hércules C. F.      | España | 1981-1988 |